# Alfhild Cnattingius
Alfhild Charlotta Cnattingius, född 1 juni 1847 i Skänninge, Östergötlands län, död 2 april 1932 i Nora stadsförsamling, Örebro län, var en svensk telegrafkommissarie, författare och målare.

## Biografi
Cnattingius, som var dotter till rådmannen, tillförordnade borgmästaren Clas Johan Cnattingius och Charlotte Stålhane, studerade på en privatskola i Varberg 1854–1863, tog privatlektioner i Stockholm 1863–1864 och avlade telegrafexamen 1866. Hon blev extra ordinarie telegrafassistent 1866, stationsföreståndare i Nyland 1866, i Storvik 1872, i Nora 1873, telegrafkommissarie i Nora 1908, avgick med pension samma år och tjänstgjorde därefter på förordnande som extra ordinarie telegrafist till 1918.  
Cnattingius var sakkunnig i 1907 års kommitté för nya löne- och pensionsstater för Telegrafverket, kvinnliga telegrafpersonalens förste ordinarie fullmäktig för delägarna i Telegrafverkets pensionskassa 1892–1917 (den första kvinnliga) och valdes till den första kvinnliga ledamoten av Nora stadsfullmäktige 1912, varifrån hon avgick 1918. Hon var ordförande i Fredrika Bremer-förbundets lokalavdelning 1896–1909 samt i Föreningen för kvinnans politiska rösträtt i Nora 1905–1911 och från 1913. Hon var framgångsrikt verksam för vinnande av förbättrade lönevillkor och befordringsrätt till högre tjänstegrad åt den kvinnliga telegrafpersonalen.
Som konstnär målade hon porträtt bland annat av Bror Otto Stålhne.